# Mogens Lykketoft
Mogens Lykketoft (* 9. ledna 1946 Kodaň) je dánský politik, člen strany Sociální demokraté. Poslancem Folketingu za Københavns Amt je nepřetržitě od roku 1981.
Narodil se jako nemanželské dítě a vychovávali ho adoptivní rodiče. Vystudoval ekonomii na Kodaňské univerzitě a byl aktivní v levicové studentské organizaci Frit Forum. Po škole pracoval v odborářském think tanku Arbejderbevægelsens Erhvervsråd.
V dánské vládě byl v letech 1980 až 1981 ministrem daní, v letech 1993 až 2000 ministrem financí a v letech 2000 až 2001 ministrem zahraničí. V roce 2002 se stal předsedou sociální demokracie, z funkce odstoupil po volební porážce v roce 2005. V letech 2011 až 2015 byl předsedou dánského parlamentu. Od září 2015 do září 2016 zastával funkci předsedy Valného shromáždění OSN. Od roku 2020 stojí v čele společnosti Energinet.